# تیتا مریو
تیتا مِرِیو (اسپانیایی: Tita Merello‎؛ ۱۱ اکتبر ۱۹۰۴ – ۲۴ دسامبر ۲۰۰۲) بازیگر برجسته، خواننده و هنرمند رقص تانگو اهل آرژانتین در «دوران طلایی سینمای آرژانتین» بود.
از فیلم‌ها یا مجموعه‌های تلویزیونی که وی در آن‌ها نقش داشته‌است، می‌توان به «تانگو!» (۱۹۳۳) اشاره نمود.